# Női 500 méteres rövidpályás gyorskorcsolya a 2006. évi téli olimpiai játékokon
A 2006. évi téli olimpiai játékokon a rövidpályás gyorskorcsolya női 500 méteres versenyszámát február 12-én és 15-én rendezték. Az aranyérmet a kínai Vang Meng nyerte meg. Két magyar versenyző indult a versenyszámban. Huszár Erika a 13., Darázs Rózsa pedig a 22. helyen végzett.

## Rekordok
A versenyt megelőzően a következő rekordok voltak érvényben:
| Világrekord     | Evgenija Radanova (BUL) | 43,671 | Calgary, Kanada                           | 2001. október 19. |
| Olimpiai rekord | Jang Jang (A) (CHN)     | 44,118 | Salt Lake City, Amerikai Egyesült Államok | 2002. február 16. |

A versenyen új rekord nem született.

## Eseménynaptár
| Időpont            | Forduló      |
| ------------------ | ------------ |
| február 12., 20:15 | Előfutamok   |
| február 15., 19:30 | Negyeddöntők |
| február 15., 20:44 | Elődöntők    |
| február 15., 21:38 | Döntők       |

## Eredmények
A futamokból az első két helyen célba érkező versenyző jutott tovább a következő fordulóba. Vitatott esetben a bírók döntése alapján a vétlen versenyző továbbjuthatott, ha nem ért be a továbbjutást jelentő helyek valamelyikén.
A rövidítések jelentése a következő:
| - Q: továbbjutás helyezés alapján - ADV: továbbjutás bírói döntés alapján | - QA: az A-döntőbe jutott - QB: a B-döntőbe jutott |

### Előfutamok
| Helyezés | Versenyző                   | Nemzet                 | Idő      | Mj       |
| 1. futam | 1. futam                    | 1. futam               | 1. futam | 1. futam |
| -------- | --------------------------- | ---------------------- | -------- | -------- |
| 1.       | Vang Meng                   | Kína (CHN)             | 45,011   | Q        |
| 2.       | Marta Capurso               | Olaszország (ITA)      | 45,217   | Q        |
| 3.       | Jo Williams                 | Nagy-Britannia (GBR)   | 46,857   |          |
| 2. futam |                             |                        |          |          |
| 1.       | Alanna Kraus                | Kanada (CAN)           | 45,688   | Q        |
| 2.       | Kang Junmi                  | Dél-Korea (KOR)        | 45,755   | Q        |
| 3.       | Susanne Rudolph             | Németország (GER)      | 46,503   |          |
| 4.       | Kristó Katalin              | Románia (ROU)          | 46,531   |          |
| 3. futam |                             |                        |          |          |
| 1.       | Evgenija Radanova           | Bulgária (BUL)         | 45,703   | Q        |
| 2.       | Kateřina Novotná            | Csehország (CZE)       | 46,279   | Q        |
| 3.       | Tanaka Csikage              | Japán (JPN)            | 46,387   |          |
| 4. futam |                             |                        |          |          |
| 1.       | Anouk Leblanc-Boucher       | Kanada (CAN)           | 45,929   | Q        |
| 2.       | Hyo-Jung Kim                | Egyesült Államok (USA) | 46,077   | Q        |
| 3.       | Aika Klein                  | Németország (GER)      | 57,732   |          |
| –        | Stéphanie Bouvier           | Franciaország (FRA)    | kizárták |          |
| 5. futam |                             |                        |          |          |
| 1.       | Fu Tien-jü                  | Kína (CHN)             | 45,636   | Q        |
| 2.       | Kamino Juka                 | Japán (JPN)            | 45,848   | Q        |
| 3.       | Darázs Rózsa                | Magyarország (HUN)     | 1:10,558 |          |
| 6. futam |                             |                        |          |          |
| 1.       | Allison Baver               | Egyesült Államok (USA) | 45,998   | Q        |
| 2.       | Huszár Erika                | Magyarország (HUN)     | 46,113   | Q        |
| 3.       | Csong Szokjun               | Észak-Korea (PRK)      | 46,177   |          |
| 4.       | Han Yueshuang               | Hongkong (HKG)         | 47,087   |          |
| 7. futam |                             |                        |          |          |
| 1.       | Kalyna Roberge              | Kanada (CAN)           | 45,396   | Q        |
| 2.       | Arianna Fontana             | Olaszország (ITA)      | 45,398   | Q        |
| 3.       | Liesbeth Mau-Asam           | Hollandia (NED)        | 45,500   |          |
| 8. futam |                             |                        |          |          |
| 1.       | Csin Szonju                 | Dél-Korea (KOR)        | 45,954   | Q        |
| 2.       | Sarah Lindsay               | Nagy-Britannia (GBR)   | 46,290   | Q        |
| 3.       | Julija Pavlavics-Jelszakava | Fehéroroszország (BLR) | 47,726   |          |
| –        | Ri Hjangmi                  | Észak-Korea (PRK)      | kizárták |          |

### Negyeddöntők
| Helyezés | Versenyző             | Nemzet                 | Idő      | Mj       |
| 1. futam | 1. futam              | 1. futam               | 1. futam | 1. futam |
| -------- | --------------------- | ---------------------- | -------- | -------- |
| 1.       | Fu Tien-jü            | Kína (CHN)             | 44,760   | Q        |
| 2.       | Anouk Leblanc-Boucher | Kanada (CAN)           | 44,821   | Q        |
| 3.       | Arianna Fontana       | Olaszország (ITA)      | 44,948   |          |
| 4.       | Huszár Erika          | Magyarország (HUN)     | 45,382   |          |
| 2. futam |                       |                        |          |          |
| 1.       | Vang Meng             | Kína (CHN)             | 45,257   | Q        |
| 2.       | Allison Baver         | Egyesült Államok (USA) | 53,135   | Q        |
| 3.       | Sarah Lindsay         | Nagy-Britannia (GBR)   | 1:09,785 | ADV      |
| –        | Kang Junmi            | Dél-Korea (KOR)        | kizárták |          |
| 3. futam |                       |                        |          |          |
| 1.       | Evgenija Radanova     | Bulgária (BUL)         | 44,252   | Q        |
| 2.       | Marta Capurso         | Olaszország (ITA)      | 44,438   | Q        |
| 3.       | Alanna Kraus          | Kanada (CAN)           | 45,172   |          |
| 4.       | Hyo-Jung Kim          | Egyesült Államok (USA) | 45,339   |          |
| 4. futam |                       |                        |          |          |
| 1.       | Kateřina Novotná      | Csehország (CZE)       | 45,596   | Q        |
| 2.       | Kalyna Roberge        | Kanada (CAN)           | 45,710   | Q        |
| 3.       | Csin Szonju           | Dél-Korea (KOR)        | 46,428   |          |
| 4.       | Kamino Juka           | Japán (JPN)            | 47,356   |          |

### Elődöntők
| Helyezés | Versenyző             | Nemzet                 | Idő      | Mj       |
| 1. futam | 1. futam              | 1. futam               | 1. futam | 1. futam |
| -------- | --------------------- | ---------------------- | -------- | -------- |
| 1.       | Fu Tien-jü            | Kína (CHN)             | 45,130   | Q        |
| 2.       | Anouk Leblanc-Boucher | Kanada (CAN)           | 45,234   | Q        |
| 3.       | Allison Baver         | Egyesült Államok (USA) | 45,512   | QB       |
| 4.       | Kateřina Novotná      | Csehország (CZE)       | 45,718   | QB       |
| 5.       | Sarah Lindsay         | Nagy-Britannia (GBR)   | 46,060   |          |
| 2. futam |                       |                        |          |          |
| 1.       | Vang Meng             | Kína (CHN)             | 44,650   | Q        |
| 2.       | Evgenija Radanova     | Bulgária (BUL)         | 44,711   | Q        |
| 3.       | Kalyna Roberge        | Kanada (CAN)           | 44,960   | QB       |
| 4.       | Marta Capurso         | Olaszország (ITA)      | 45,204   | QB       |

### Döntők
B-döntő
| Helyezés | Versenyző        | Nemzet                 | Idő    | Mj |
| -------- | ---------------- | ---------------------- | ------ | -- |
| 1.       | Kalyna Roberge   | Kanada (CAN)           | 46,605 |    |
| 2.       | Marta Capurso    | Olaszország (ITA)      | 46,899 |    |
| 3.       | Kateřina Novotná | Csehország (CZE)       | 55,378 |    |
| 4.       | Allison Baver    | Egyesült Államok (USA) | 55,689 |    |

A-döntő
| Helyezés | Versenyző             | Nemzet         | Idő      | Mj |
| -------- | --------------------- | -------------- | -------- | -- |
| Arany    | Vang Meng             | Kína (CHN)     | 44,345   |    |
| Ezüst    | Evgenija Radanova     | Bulgária (BUL) | 44,374   |    |
| Bronz    | Anouk Leblanc-Boucher | Kanada (CAN)   | 44,759   |    |
| –        | Fu Tien-jü            | Kína (CHN)     | kizárták |    |

### Végeredmény
A versenyzők végső helyezéseinek meghatározásakor először a legutolsó fordulóban elért helyezés, majd a fordulókban elért pontszámok döntöttek, végül a legjobb elért időeredmény döntött. A futambeli első helyezések 34, a másodikok 21, a harmadikok 13, a negyedikek 8 pontot értek. A kizárt versenyzőket a mezőny végére rangsorolták, függetlenül attól, hogy melyik fordulóban estek ki.
| Helyezés | Versenyző                   | Nemzet                 | Forduló               | Pont | Legjobb idő |
| -------- | --------------------------- | ---------------------- | --------------------- | ---- | ----------- |
| Arany    | Vang Meng                   | Kína (CHN)             | A-döntő               |      |             |
| Ezüst    | Evgenija Radanova           | Bulgária (BUL)         | A-döntő               |      |             |
| Bronz    | Anouk Leblanc-Boucher       | Kanada (CAN)           | A-döntő               |      |             |
| 4.       | Kalyna Roberge              | Kanada (CAN)           | B-döntő               |      |             |
| 5.       | Marta Capurso               | Olaszország (ITA)      | B-döntő               |      |             |
| 6.       | Kateřina Novotná            | Csehország (CZE)       | B-döntő               |      |             |
| 7.       | Allison Baver               | Egyesült Államok (USA) | B-döntő               |      |             |
| 8.       | Sarah Lindsay               | Nagy-Britannia (GBR)   | Elődöntő              | 39   | 46,060      |
| 9.       | Alanna Kraus                | Kanada (CAN)           | Negyeddöntő, 3. hely  | 47   | 45,172      |
| 10.      | Csin Szonju                 | Dél-Korea (KOR)        | Negyeddöntő, 3. hely  | 47   | 45,954      |
| 11.      | Arianna Fontana             | Olaszország (ITA)      | Negyeddöntő, 3. hely  | 34   | 44,948      |
| 12.      | Hyo-Jung Kim                | Egyesült Államok (USA) | Negyeddöntő, 4. hely  | 29   | 45,339      |
| 13.      | Huszár Erika                | Magyarország (HUN)     | Negyeddöntő, 4. hely  | 29   | 45,382      |
| 14.      | Kamino Juka                 | Japán (JPN)            | Negyeddöntő, 4. hely  | 29   | 45,848      |
| 15.      | Liesbeth Mau-Asam           | Hollandia (NED)        | Előfutam, 3. hely     | 13   | 45,500      |
| 16.      | Csong Szokjun               | Észak-Korea (PRK)      | Előfutam, 3. hely     | 13   | 46,177      |
| 17.      | Tanaka Csikage              | Japán (JPN)            | Előfutam, 3. hely     | 13   | 46,387      |
| 18.      | Susanne Rudolph             | Németország (GER)      | Előfutam, 3. hely     | 13   | 46,503      |
| 19.      | Jo Williams                 | Nagy-Britannia (GBR)   | Előfutam, 3. hely     | 13   | 46,857      |
| 20.      | Julija Pavlavics-Jelszakava | Fehéroroszország (BLR) | Előfutam, 3. hely     | 13   | 47,726      |
| 21.      | Aika Klein                  | Németország (GER)      | Előfutam, 3. hely     | 13   | 57,732      |
| 22.      | Darázs Rózsa                | Magyarország (HUN)     | Előfutam, 3. hely     | 13   | 1:10,558    |
| 23.      | Kristó Katalin              | Románia (ROU)          | Előfutam, 4. hely     | 8    | 46,531      |
| 24.      | Han Yueshuang               | Hongkong (HKG)         | Előfutam, 4. hely     | 8    | 47,087      |
| –        | Fu Tien-jü                  | Kína (CHN)             | A-döntő, kizárták     |      |             |
| –        | Kang Junmi                  | Dél-Korea (KOR)        | Negyeddöntő, kizárták |      |             |
| –        | Stéphanie Bouvier           | Franciaország (FRA)    | Előfutam, kizárták    |      |             |
| –        | Ri Hjangmi                  | Észak-Korea (PRK)      | Előfutam, kizárták    |      |             |